# John Lindl
John D. Lindl (* 27. Juli 1946 in Toledo, Ohio) ist ein US-amerikanischer Physiker, der sich insbesondere mit Trägheitsfusion (Inertial Confinement Fusion, ICF) befasst.

## Leben
Lindl wuchs als Sohn eines Försters in Ohio und in Kenosha (Wisconsin) auf. Er studierte Physikingenieurwesen an der Cornell University (Bachelorabschluss 1968) und wurde bei John M. Dawson an der Princeton University 1972 mit einer Arbeit über Plasmaphysik (zu der ihn sein Interesse für Blitze führte) promoviert. Ab 1972 war er am Lawrence Livermore National Laboratory (LLNL), wo er bei John Nuckolls in den Anfängen der Trägheitsfusionsforschung mitarbeitete (zum Beispiel optimales Target-Design für Laser und Teilchenstrahlen, hydrodynamische Instabilitäten, Plasmaentwicklung im Hohlraum und Hohlraum-Design, Implosionssymmetrie). 1976 war er am Design der ersten Laser-Fusionsexperimente mit dem Cyclops Laser beteiligt. 1983 war er stellvertretender Programmleiter für Theorie und Target-Design im ICF Programm des LLNL. 1990 erhielt er die Leitung des Nova-Laser-Programms zur Demonstration der Verwendung eines 1 bis 2 Megajoule-Lasers für Trägheitsfusion. Nachdem die bis dahin geheime Forschung 1993 öffentlich gemacht wurde, schrieb Lindl einen Übersichtsartikel in Physics of Plasmas, aus dem dann sein Buch über Trägheitsfusion entstand. Er ist am LLNL Chefwissenschaftler der National Ignition Facility (NIF), mit deren Bau 1997 begonnen wurde, deren Einweihung 2009 stattfand (mit ersten Laser-Target-Groß-Experimenten).
Er ist in jüngster Zeit auch an den Forschungen zur magnetischen Fusion am Sustained Spheromak Physics Experiment (SSPX) des LLNL beteiligt.
2007 erhielt er den James-Clerk-Maxwell-Preis für Plasmaphysik. 1993 erhielt er die Edward Teller Medaille der American Nuclear Society, 2000 den Fusion Power Associates Leaders Award und 1994 den Ernest-Orlando-Lawrence-Preis. Er ist Fellow der American Physical Society und der American Association for the Advancement of Science.

## Schriften (Auswahl)

### Fachartikel
- John Lindl: Development of the indirect‐drive approach to inertial confinement fusion and the target physics basis for ignition and gain. In: Physics of Plasmas. Band 2, Nr. 11, November 1995, S. 3933–4024, doi:10.1063/1.871025 (englisch).
- John D. Lindl u. a.: The physics basis for ignition using indirect-drive targets on the National Ignition Facility. In: Physics of Plasmas. Band 11, Nr. 2, Februar 2004, S. 339–491, doi:10.1063/1.1578638 (englisch).

### Fachbücher
- John D. Lindl: Inertial Confinement Fusion: The Quest for Ignition and Energy Gain using Indirect Drive. AIP Press ; Springer, [Peshawar, Pakistan] : New York, NY, USA 1998, ISBN 978-1-56396-662-0.